# فينوكسي بنزامين
فنوكسي بنزامين (بالإنجليزية: Phenoxybenzamine)‏ المعروف منذ الأربعينيات، هو من الأدوية الحاصرة لمستقبلات ألفا.

## نبذة
يستخدم هذا الدواء لتخفيض ضغط الدم المرتفع الذي يحدث في حالات الإصابة بورم القَواتِم (تضخم للغدة الكظرية يؤدي إلى زيادة إفراز الهرمونات التي تسبب ارتفاعا ملحوظا في ضغط الدم)، وأيضا لمعالجة الأورام الحميدة التي تصيب البروستاتة.
غدة البروستاتة وعنق المثانة يحتويان على مستقبلات ألفا، التي يؤدي حصرها بواسطة فنوكسي بنزامين، إلى تحسين إدرار البول. العيب الأساسي لهذا الدواء هو أن آثاره الجانبية الشديدة - هبوط ضغط الدم عند الانتقال من وضعية الاستلقاء إلى وضعية الوقوف وتسارع النبض - تحدّ من استخدامه، وخصوصا لدى المسنين، الذين هم بحاجة ماسة إليه. تقليل الجرعة يحل هذه المشكلة عادة.